# Sistema arterioso umano
Mappa del sistema arterioso umano.

## Legenda
Le abbreviazioni stanno per:
- a./aa. = arteria/e
- ant. = anteriore
- dx. = destra
- inf. = inferiore
- lat. = laterale
- med. = mediale
- n.s.p. = non sempre presente

- post. = posteriore
- prof. = profondo* r./rr. = ramo/i
- sup. = superiore
- supf. = superficiale
- sx. = sinistra
- [T] = ramo terminale
- t. = tronco

## Vascolarizzazione del cuore
| vaso             | I ramificazioni       | anastomosi con                 | II ramificazioni                | anastomosi con                        | III ramificazioni | anastomosi con                         |
| aorta ascendente | a. coronaria destra   | circonflessa (n.s.p.)          | a. infundibulare                |                                       |                   |                                        |
| aorta ascendente | a. coronaria destra   | circonflessa (n.s.p.)          | rr. atriali                     |                                       |                   |                                        |
| aorta ascendente | a. coronaria destra   | circonflessa (n.s.p.)          | a. del nodo senoatriale         |                                       |                   |                                        |
| aorta ascendente | a. coronaria destra   | circonflessa (n.s.p.)          | rr. ventricolari                |                                       |                   |                                        |
| aorta ascendente | a. coronaria destra   | circonflessa (n.s.p.)          | a. del margine acuto            |                                       |                   |                                        |
| aorta ascendente | a. coronaria destra   | circonflessa (n.s.p.)          | a. del nodo atrioventricolare   |                                       |                   |                                        |
| aorta ascendente | a. coronaria destra   | circonflessa (n.s.p.)          | a. interventricolare posteriore |                                       | rr. perforanti    | rr perforanti della coronaria sinistra |
| aorta ascendente | a. coronaria sinistra |                                | a. intermedia (n.s.p)           |                                       |                   |                                        |
| aorta ascendente | a. coronaria sinistra | a. interventricolare anteriore |                                 | aa. diagonali                         |                   |                                        |
| aorta ascendente | a. coronaria sinistra | a. interventricolare anteriore | rr. perforanti                  | rr. perforanti della coronaria destra |                   |                                        |
| aorta ascendente | a. coronaria sinistra | a. circonflessa                | coronaria destra (n.s.p.)       |                                       |                   |                                        |
| aorta ascendente | a. coronaria sinistra | a. del margine ottuso          |                                 |                                       |                   |                                        |

## Vascolarizzazione del collo e della testa
| vaso                                        | I ramificazioni        | II ramificazioni                                 | III ramificazioni                                          | anastomosi con | IV ramificazioni                                                                      | anastomosi con                                                         | V ramificazioni                                     | anastomosi con | VI ramificazioni |
| arco aortico prosegue dall'aorta ascendente | tronco brachiocefalico | a. carotide comune dx collaterali uguali alla sx |                                                            | |                                                                                       |                                                                        |                                                     |                |                  |
| arco aortico prosegue dall'aorta ascendente | tronco brachiocefalico | a. succlavia dx collaterali uguali alla sx       |                                                            | |                                                                                       |                                                                        |                                                     |                |                  |
| arco aortico prosegue dall'aorta ascendente | a. carotide comune sx  | a. carotide esterna sx                           | a. tiroidea sup.                                           | | a. sottoioidea                                                                        | la controlaterale                                                      |                                                     |                |                  |
| arco aortico prosegue dall'aorta ascendente | a. carotide comune sx  | a. carotide esterna sx                           | a. tiroidea sup.                                           | a. sternocleidomastoidea                                                                                           |                                                                                       |                                                                        |                                                     |                |                  |
| arco aortico prosegue dall'aorta ascendente | a. carotide comune sx  | a. carotide esterna sx                           | a. tiroidea sup.                                           | a. laringea sup.                                                                                                   |                                                                                       |                                                                        |                                                     |                |                  |
| arco aortico prosegue dall'aorta ascendente | a. carotide comune sx  | a. carotide esterna sx                           | a. tiroidea sup.                                           | a. cricotiroidea                                                                                                   | la controlaterale                                                                     |                                                                        |                                                     |                |                  |
| arco aortico prosegue dall'aorta ascendente | a. carotide comune sx  | a. carotide esterna sx                           | a. tiroidea sup.                                           | [T] r. tiroideo ant.                                                                                               |                                                                                       |                                                                        |                                                     |                |                  |
| arco aortico prosegue dall'aorta ascendente | a. carotide comune sx  | a. carotide esterna sx                           | a. tiroidea sup.                                           | [T] r. tiroideo post.                                                                                              |                                                                                       |                                                                        |                                                     |                |                  |
| arco aortico prosegue dall'aorta ascendente | a. carotide comune sx  | a. carotide esterna sx                           | a. faringea ascendente                                     | | aa. faringee                                                                          |                                                                        |                                                     |                |                  |
| arco aortico prosegue dall'aorta ascendente | a. carotide comune sx  | a. carotide esterna sx                           | a. faringea ascendente                                     | a.timpanica inf.                                                                                                   |                                                                                       |                                                                        |                                                     |                |                  |
| arco aortico prosegue dall'aorta ascendente | a. carotide comune sx  | a. carotide esterna sx                           | a. faringea ascendente                                     | rr. meningei |                                                                                       |                                                                        |                                                     |                |                  |
| arco aortico prosegue dall'aorta ascendente | a. carotide comune sx  | a. carotide esterna sx                           | a. faringea ascendente                                     | [T] a. meningea post.                                                                                              |                                                                                       |                                                                        |                                                     |                |                  |
| arco aortico prosegue dall'aorta ascendente | a. carotide comune sx  | a. carotide esterna sx                           | a. linguale                                                | | a. sopraioidea                                                                        | la controlaterale                                                      |                                                     |                |                  |
| arco aortico prosegue dall'aorta ascendente | a. carotide comune sx  | a. carotide esterna sx                           | a. linguale                                                | aa. dorsali della lingua                                                                                           | le controlaterali                                                                     |                                                                        |                                                     |                |                  |
| arco aortico prosegue dall'aorta ascendente | a. carotide comune sx  | a. carotide esterna sx                           | a. linguale                                                | a. sottolinguale                                                                                                   | rr. sottomentali della facciale                                                       |                                                                        |                                                     |                |                  |
| arco aortico prosegue dall'aorta ascendente | a. carotide comune sx  | a. carotide esterna sx                           | a. linguale                                                | [T] a. profonda della lingua                                                                                       | la controlaterale                                                                     |                                                                        |                                                     |                |                  |
| arco aortico prosegue dall'aorta ascendente | a. carotide comune sx  | a. carotide esterna sx                           | arteria facciale                                           | | a. palatina ascendente                                                                |                                                                        |                                                     |                |                  |
| arco aortico prosegue dall'aorta ascendente | a. carotide comune sx  | a. carotide esterna sx                           | arteria facciale                                           | a. tonsillare |                                                                                       |                                                                        |                                                     |                |                  |
| arco aortico prosegue dall'aorta ascendente | a. carotide comune sx  | a. carotide esterna sx                           | arteria facciale                                           | rr. ghiandolari sottomandibolari                                                                                   |                                                                                       |                                                                        |                                                     |                |                  |
| arco aortico prosegue dall'aorta ascendente | a. carotide comune sx  | a. carotide esterna sx                           | arteria facciale                                           | a. sottomentale | r. sottolinguale della linguale                                                       |                                                                        |                                                     |                |                  |
| arco aortico prosegue dall'aorta ascendente | a. carotide comune sx  | a. carotide esterna sx                           | arteria facciale                                           | a. labiale inferiore                                                                                               | la controlaterale                                                                     |                                                                        |                                                     |                |                  |
| arco aortico prosegue dall'aorta ascendente | a. carotide comune sx  | a. carotide esterna sx                           | arteria facciale                                           | a. labiale superiore                                                                                               |                                                                                       |                                                                        |                                                     |                |                  |
| arco aortico prosegue dall'aorta ascendente | a. carotide comune sx  | a. carotide esterna sx                           | arteria facciale                                           | [T] a. nasale laterale                                                                                             | la dorsale del naso                                                                   |                                                                        |                                                     |                |                  |
| arco aortico prosegue dall'aorta ascendente | a. carotide comune sx  | a. carotide esterna sx                           | arteria facciale                                           | [T] a. angolare (n.s.p.)                                                                                           | l'a. nasale dell'oftalmica                                                            |                                                                        |                                                     |                |                  |
| arco aortico prosegue dall'aorta ascendente | a. carotide comune sx  | a. carotide esterna sx                           | a. occipitale                                              | |                                                                                       |                                                                        |                                                     |                |                  |
| arco aortico prosegue dall'aorta ascendente | a. carotide comune sx  | a. carotide esterna sx                           | a. mastoidea                                               | |                                                                                       |                                                                        |                                                     |                |                  |
| arco aortico prosegue dall'aorta ascendente | a. carotide comune sx  | a. carotide esterna sx                           | a. auricolare                                              | |                                                                                       |                                                                        |                                                     |                |                  |
| arco aortico prosegue dall'aorta ascendente | a. carotide comune sx  | a. carotide esterna sx                           | r. auricolare                                              | l'auricolare post.                                                                                                 |                                                                                       |                                                                        |                                                     |                |                  |
| arco aortico prosegue dall'aorta ascendente | a. carotide comune sx  | a. carotide esterna sx                           | rr. muscolari                                              | |                                                                                       |                                                                        |                                                     |                |                  |
| arco aortico prosegue dall'aorta ascendente | a. carotide comune sx  | a. carotide esterna sx                           | r. discendente                                             | |                                                                                       |                                                                        |                                                     |                |                  |
| arco aortico prosegue dall'aorta ascendente | a. carotide comune sx  | a. carotide esterna sx                           | branca supf.                                               | il ramo supf. della cervicale trasversa                                                                            |                                                                                       |                                                                        |                                                     |                |                  |
| arco aortico prosegue dall'aorta ascendente | a. carotide comune sx  | a. carotide esterna sx                           | branca prof.                                               | la cervicale prof e con la vertebrale                                                                              |                                                                                       |                                                                        |                                                     |                |                  |
| arco aortico prosegue dall'aorta ascendente | a. carotide comune sx  | a. carotide esterna sx                           | rr. meningei                                               | |                                                                                       |                                                                        |                                                     |                |                  |
| arco aortico prosegue dall'aorta ascendente | a. carotide comune sx  | a. carotide esterna sx                           | [T] rr. terminali occipitali                               | i controlaterali, con l'auricolare post. e con la temporale supf.                                                  |                                                                                       |                                                                        |                                                     |                |                  |
| arco aortico prosegue dall'aorta ascendente | a. carotide comune sx  | a. carotide esterna sx                           | a.auricolare posteriore                                    | |                                                                                       |                                                                        |                                                     |                |                  |
| arco aortico prosegue dall'aorta ascendente | a. carotide comune sx  | a. carotide esterna sx                           | a. stilomastoidea                                          | |                                                                                       |                                                                        |                                                     |                |                  |
| arco aortico prosegue dall'aorta ascendente | a. carotide comune sx  | a. carotide esterna sx                           | [T]r. auricolare                                           | la temporale supf. (n.s.p.)                                                                                        |                                                                                       |                                                                        |                                                     |                |                  |
| arco aortico prosegue dall'aorta ascendente | a. carotide comune sx  | a. carotide esterna sx                           | [T] r. occipitale                                          | la temporale supf. o con l'occipitale (n.s.p.)                                                                     |                                                                                       |                                                                        |                                                     |                |                  |
| arco aortico prosegue dall'aorta ascendente | a. carotide comune sx  | a. carotide esterna sx                           | [T] a. temporale supf.                                     | | a. trasversa della faccia                                                             | la facciale, la masseterina la buccale la lacrimale e l'infraorbitaria |                                                     |                |                  |
| arco aortico prosegue dall'aorta ascendente | a. carotide comune sx  | a. carotide esterna sx                           | [T] a. temporale supf.                                     | rr. auricolari ant.                                                                                                |                                                                                       |                                                                        |                                                     |                |                  |
| arco aortico prosegue dall'aorta ascendente | a. carotide comune sx  | a. carotide esterna sx                           | [T] a. temporale supf.                                     | a. zigomaticorbitale                                                                                               | i rr. lacrimale e palpebrale dell'oftalmica                                           |                                                                        |                                                     |                |                  |
| arco aortico prosegue dall'aorta ascendente | a. carotide comune sx  | a. carotide esterna sx                           | [T] a. temporale supf.                                     | a. temporale media                                                                                                 | le temporali profonde della mascellare                                                |                                                                        |                                                     |                |                  |
| arco aortico prosegue dall'aorta ascendente | a. carotide comune sx  | a. carotide esterna sx                           | [T] a. temporale supf.                                     | [T] r. frontale | la sovraorbitaria, la sovratrocleare e con il ramo parietale                          |                                                                        |                                                     |                |                  |
| arco aortico prosegue dall'aorta ascendente | a. carotide comune sx  | a. carotide esterna sx                           | [T] a. temporale supf.                                     | [T] r. parietale                                                                                                   | la controlaterale, l'auricolare posteriore, l'occipitale ed il ramo frontale          |                                                                        |                                                     |                |                  |
| arco aortico prosegue dall'aorta ascendente | a. carotide comune sx  | a. carotide esterna sx                           | [T] a. mascellare porzione mandibolare                     | | a. auricolare profonda                                                                |                                                                        |                                                     |                |                  |
| arco aortico prosegue dall'aorta ascendente | a. carotide comune sx  | a. carotide esterna sx                           | [T] a. mascellare porzione mandibolare                     | a. timpanica ant.                                                                                                  | l'arteria del canale pterigoideo e col ramo carotideotimpanico della carotide interna |                                                                        |                                                     |                |                  |
| arco aortico prosegue dall'aorta ascendente | a. carotide comune sx  | a. carotide esterna sx                           | [T] a. mascellare porzione mandibolare                     | a. meningea media                                                                                                  |                                                                                       | rr. gangliari                                                          |                                                     |                |                  |
| arco aortico prosegue dall'aorta ascendente | a. carotide comune sx  | a. carotide esterna sx                           | [T] a. mascellare porzione mandibolare                     | a. meningea media                                                                                                  | r. petroso                                                                            | la stilomiloidea dell'auricolare posteriore                            |                                                     |                |                  |
| arco aortico prosegue dall'aorta ascendente | a. carotide comune sx  | a. carotide esterna sx                           | [T] a. mascellare porzione mandibolare                     | a. meningea media                                                                                                  | a. timpanica sup.                                                                     |                                                                        |                                                     |                |                  |
| arco aortico prosegue dall'aorta ascendente | a. carotide comune sx  | a. carotide esterna sx                           | [T] a. mascellare porzione mandibolare                     | a. meningea media                                                                                                  | rr. temporali                                                                         |                                                                        |                                                     |                |                  |
| arco aortico prosegue dall'aorta ascendente | a. carotide comune sx  | a. carotide esterna sx                           | [T] a. mascellare porzione mandibolare                     | a. meningea media                                                                                                  | r. anastomotico                                                                       | la lacrimale                                                           |                                                     |                |                  |
| arco aortico prosegue dall'aorta ascendente | a. carotide comune sx  | a. carotide esterna sx                           | [T] a. mascellare porzione mandibolare                     | a. meningea media                                                                                                  | r. frontale                                                                           |                                                                        |                                                     |                |                  |
| arco aortico prosegue dall'aorta ascendente | a. carotide comune sx  | a. carotide esterna sx                           | [T] a. mascellare porzione mandibolare                     | a. meningea media                                                                                                  | r. parietale                                                                          |                                                                        |                                                     |                |                  |
| arco aortico prosegue dall'aorta ascendente | a. carotide comune sx  | a. carotide esterna sx                           | [T] a. mascellare porzione mandibolare                     | a. meningea accessoria                                                                                             |                                                                                       |                                                                        |                                                     |                |                  |
| arco aortico prosegue dall'aorta ascendente | a. carotide comune sx  | a. carotide esterna sx                           | [T] a. mascellare porzione mandibolare                     | a. alveolare inf.                                                                                                  |                                                                                       |                                                                        |                                                     |                |                  |
| arco aortico prosegue dall'aorta ascendente | a. carotide comune sx  | a. carotide esterna sx                           | [T] a. mascellare porzione mandibolare                     | r. incisivo | il controlaterale                                                                     |                                                                        |                                                     |                |                  |
| arco aortico prosegue dall'aorta ascendente | a. carotide comune sx  | a. carotide esterna sx                           | [T] a. mascellare porzione mandibolare                     | r. mentale | la sottomentale e la labiale inf.                                                     |                                                                        |                                                     |                |                  |
| arco aortico prosegue dall'aorta ascendente | a. carotide comune sx  | a. carotide esterna sx                           | a. mascellare - porzione pterigoidea                       | |                                                                                       |                                                                        |                                                     |                |                  |
| arco aortico prosegue dall'aorta ascendente | a. carotide comune sx  | a. carotide esterna sx                           | aa. temporali profonde                                     | |                                                                                       |                                                                        |                                                     |                |                  |
| arco aortico prosegue dall'aorta ascendente | a. carotide comune sx  | a. carotide esterna sx                           | rr. pterigoidei                                            | |                                                                                       |                                                                        |                                                     |                |                  |
| arco aortico prosegue dall'aorta ascendente | a. carotide comune sx  | a. carotide esterna sx                           | a. masseterina                                             | |                                                                                       |                                                                        |                                                     |                |                  |
| arco aortico prosegue dall'aorta ascendente | a. carotide comune sx  | a. carotide esterna sx                           | a. buccinatoria                                            | la facciale e l'infraorbitaria                                                                                     |                                                                                       |                                                                        |                                                     |                |                  |
| arco aortico prosegue dall'aorta ascendente | a. carotide comune sx  | a. carotide esterna sx                           | a. mascellare - porzione pterigopalatina                   | |                                                                                       |                                                                        |                                                     |                |                  |
| arco aortico prosegue dall'aorta ascendente | a. carotide comune sx  | a. carotide esterna sx                           | a. alveolare sup. post.                                    | |                                                                                       |                                                                        |                                                     |                |                  |
| arco aortico prosegue dall'aorta ascendente | a. carotide comune sx  | a. carotide esterna sx                           | a. infraorbitaria                                          | |                                                                                       |                                                                        |                                                     |                |                  |
| arco aortico prosegue dall'aorta ascendente | a. carotide comune sx  | a. carotide esterna sx                           | rr. orbitari                                               | |                                                                                       |                                                                        |                                                     |                |                  |
| arco aortico prosegue dall'aorta ascendente | a. carotide comune sx  | a. carotide esterna sx                           | rr. alveolari                                              | |                                                                                       |                                                                        |                                                     |                |                  |
| arco aortico prosegue dall'aorta ascendente | a. carotide comune sx  | a. carotide esterna sx                           | [T] rr. terminali                                          | i rr. terminali della facciale, il r. dorsale del naso dell'oftalmica, la trasversa della faccia e la buccinatoria |                                                                                       |                                                                        |                                                     |                |                  |
| arco aortico prosegue dall'aorta ascendente | a. carotide comune sx  | a. carotide esterna sx                           | a. palatina maggiore                                       | |                                                                                       |                                                                        |                                                     |                |                  |
| arco aortico prosegue dall'aorta ascendente | a. carotide comune sx  | a. carotide esterna sx                           | a. faringea                                                | |                                                                                       |                                                                        |                                                     |                |                  |
| arco aortico prosegue dall'aorta ascendente | a. carotide comune sx  | a. carotide esterna sx                           | a. del canale pterigoideo                                  | |                                                                                       |                                                                        |                                                     |                |                  |
| arco aortico prosegue dall'aorta ascendente | a. carotide comune sx  | a. carotide esterna sx                           | [T] a. sfenopalatina                                       | | rr. nasali post. med.                                                                 | le etmoidali                                                           |                                                     |                |                  |
| arco aortico prosegue dall'aorta ascendente | a. carotide comune sx  | a. carotide esterna sx                           | [T] a. sfenopalatina                                       | rr. nasali post lat.                                                                                               | le etmoidali ed i rr. nasali della palatina maggiore                                  |                                                                        |                                                     |                |                  |
| arco aortico prosegue dall'aorta ascendente | a. carotide comune sx  | a. carotide interna                              |                                                            | |                                                                                       |                                                                        |                                                     |                |                  |
| arco aortico prosegue dall'aorta ascendente | a. carotide comune sx  | a. carotideotimpanica                            | la stilomastoidea ed il r. timpanico ant. della mascellare | |                                                                                       |                                                                        |                                                     |                |                  |
| arco aortico prosegue dall'aorta ascendente | a. carotide comune sx  | a. pterigoidea (n.s.p.)                          | la palatina maggiore                                       | |                                                                                       |                                                                        |                                                     |                |                  |
| arco aortico prosegue dall'aorta ascendente | a. carotide comune sx  | rr. cavernosi                                    |                                                            | |                                                                                       |                                                                        |                                                     |                |                  |
| arco aortico prosegue dall'aorta ascendente | a. carotide comune sx  | rr. ipofisari                                    |                                                            | |                                                                                       |                                                                        |                                                     |                |                  |
| arco aortico prosegue dall'aorta ascendente | a. carotide comune sx  | r. meningeo                                      | il r. meningeo della etmoidale post. (n.s.p.)              | |                                                                                       |                                                                        |                                                     |                |                  |
| arco aortico prosegue dall'aorta ascendente | a. carotide comune sx  | a. oftalmica                                     |                                                            | a. centrale della retina                                                                                           |                                                                                       | r. ascendente                                                          | formano una rete vascolare variamente anastomizzata | r. med.        |                  |
| arco aortico prosegue dall'aorta ascendente | a. carotide comune sx  | a. oftalmica                                     | r. lat.                                                    | a. centrale della retina                                                                                           |                                                                                       | r. ascendente                                                          | formano una rete vascolare variamente anastomizzata |                |                  |
| arco aortico prosegue dall'aorta ascendente | a. carotide comune sx  | a. oftalmica                                     | r. discendente                                             | a. centrale della retina                                                                                           | formano una rete vascolare variamente anastomizzata                                   | r. med.                                                                |                                                     |                |                  |
| arco aortico prosegue dall'aorta ascendente | a. carotide comune sx  | a. oftalmica                                     | r. discendente                                             | a. centrale della retina                                                                                           | formano una rete vascolare variamente anastomizzata                                   | r. lat.                                                                |                                                     |                |                  |
| arco aortico prosegue dall'aorta ascendente | a. carotide comune sx  | a. oftalmica                                     | a. lacrimale                                               | |                                                                                       |                                                                        |                                                     |                |                  |